# Buluh Tumbang
Buluh Tumbang is een bestuurslaag in het regentschap Belitung van de provincie Bangka-Belitung, Indonesië. Buluh Tumbang telt 3384 inwoners (volkstelling 2010).